# Super 100
A Super 100 az első magyar tervezésű kompresszoros hűtőszekrény, nevében a „100” arra utal, hogy hasznos térfogata 100 liter volt.

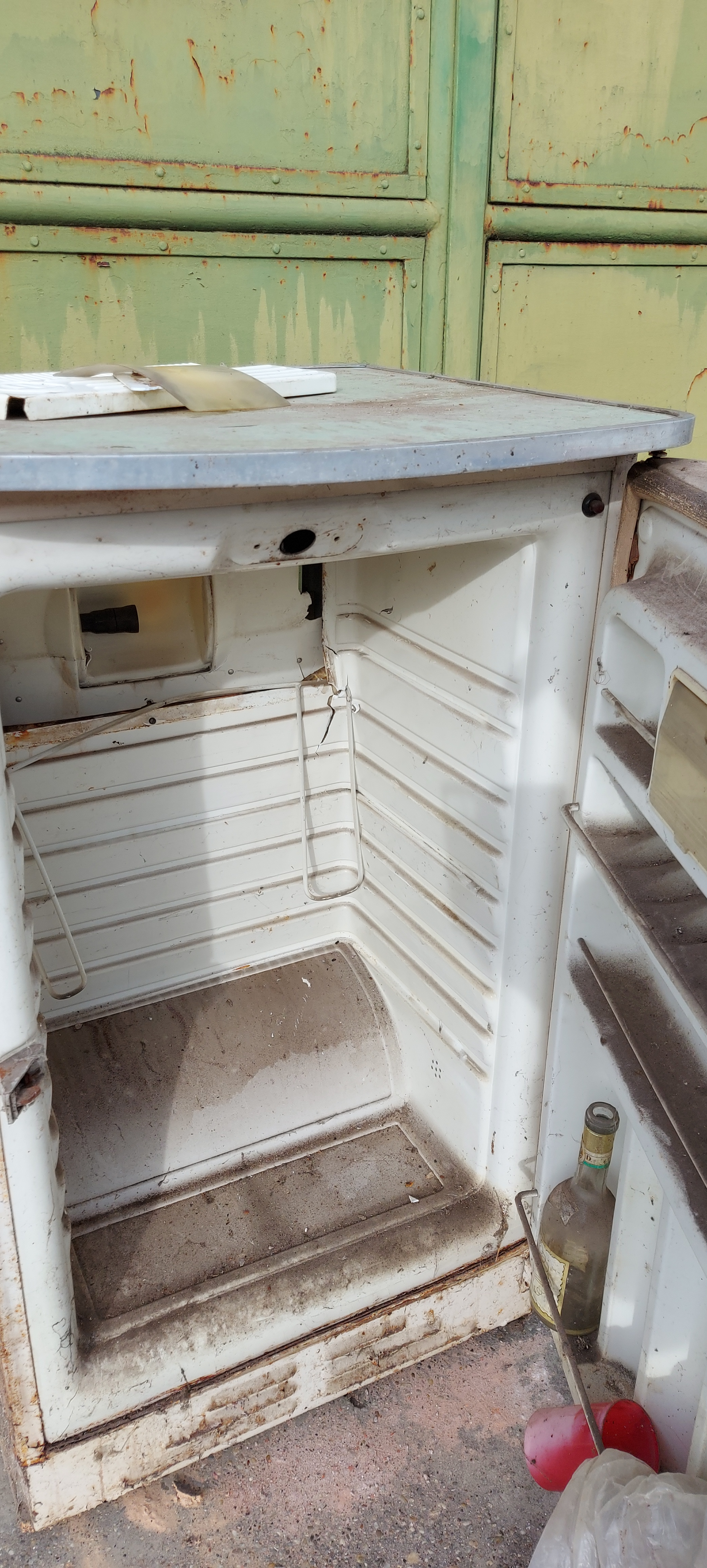
LEHEL Super 100

1956-ban a Fémnyomó- és Lemezárugyár – a Lehel Hűtőgépgyár jogelődje – valamint a MOFÉM kapta feladatul a háztartási hűtőszekrény-gyártásra való felkészülést. A MOFÉM feladata volt a villamos motorral egybeépített félhermetikus motorkompresszor-gyártás, a Fémnyomó és Lemezárugyár feladata pedig a hűtőszekrények egyéb alkatrészeinek (szekrénytest, elpárologtató, kondenzátor stb.) gyártása.
A konstrukciót nagy részben szovjet minta és dokumentáció alapján sikerült kifejleszteni. 1957 második felében indultak meg a jászberényi gyárban a hűtőszekrények előállítási kísérletei. Az első 5 példány, majd a 30 db-os kísérleti minta jó eredményeket hozott. 1958 második felében indult meg a sorozatgyártás és még ebben az évben 500 db elkészült.

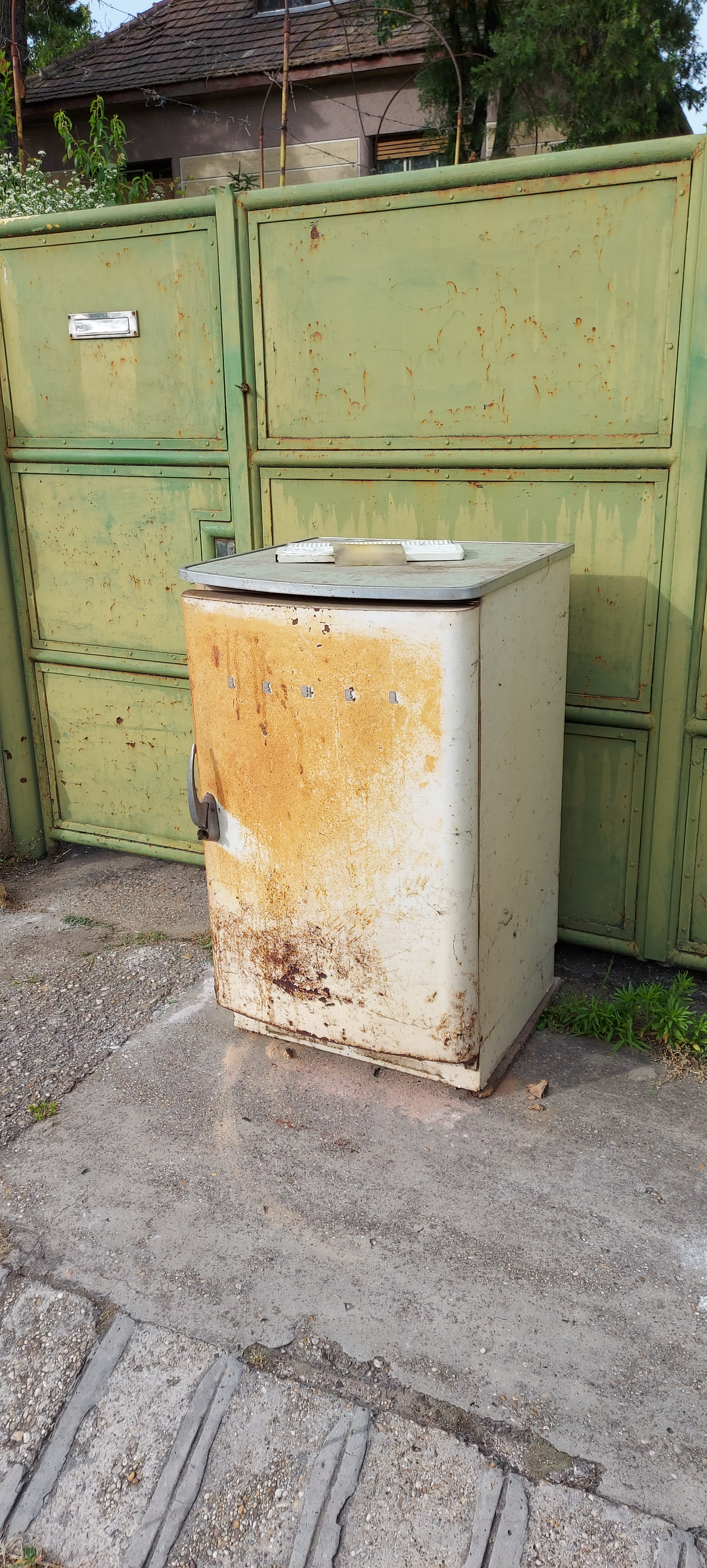
LEHEL Super 100 (1958)

A Super 100 típusú kompresszoros hűtőszekrényből 1960. december 31-ig 8000 db készült el.
A hatvanas évek magyar háztartásainak valóságos luxustárgyai voltak a Lehel hűtőszekrények, amelyek egyúttal a szocialista ipar büszkeségének is számítottak. Ekkor fogalmazódott meg a fejlődő életszínvonalat szimbolizáló „frizsider-szocializmus” kicsit pejoratív jelző, amely a belföldi hűtőszekrény ellátást biztosítását sarkallta.
Ezzel kezdetét vette a gyár és Jászberény történelmének új korszaka. A hűtőszekrény a Lehel márkanevével, a kürt és Jászberény együtt, ismert fogalommá vált Magyarországon.